# DeWitt Bristol Brace
DeWitt Bristol Brace (Wilson, 5 gennaio 1859 – Lincoln, 2 ottobre 1905) è stato un fisico statunitense.
Fu direttore del laboratorio di fisica del Nebraska dal 1888 al 1905. Progettò uno spettrofotometro e un polarizzatore che portano il suo nome.